# アーヴィング・サラフ
アーヴィング・サラフ（Irving Saraf、1932年 - 2012年12月26日）は、アメリカ合衆国の映画プロデューサー。

## フィルモグラフィ
- 狂気を語る女たち Dialogues with Madwomen (1993) 製作・撮影